# William Brownlow (1726-1794)
William Brownlow (10 avril 1726 - 28 octobre 1794) est un homme politique anglo-irlandais.

## Biographie
Il est le fils unique de William Brownlow, député et de Lady Elizabeth Hamilton, fille de James Hamilton (6e comte d'Abercorn) et Elizabeth Reading.
Il est élu pour la première fois à la Chambre des communes irlandaise en tant que député du comté d'Armagh en 1753 et occupe ce siège jusqu'en 1794. Il est également élu dans la circonscription de Strabane en 1768 mais est remplacé en 1769.
Il épouse d'abord Judith Letitia Meredith, fille du révérend Charles Meredith, doyen d'Ardfert, et a trois enfants, dont Charles, son héritier. Il épouse ensuite Catherine Hall, fille de Roger Hall, de Mount Hall, dans le comté de Down, avec laquelle il a quatre autres enfants, dont Elizabeth, mariée à John Bligh (4e comte de Darnley), et le révérend Francis Brownlow, marié à Lady Catherine Brabazon, fille d'Anthony Brabazon (8e comte de Meath).
Le lieutenant-colonel Charles Brownlow, son fils aîné survivant et héritier, est le père de Charles Brownlow (1er baron Lurgan).